# Sarah Young (aktorka)
Sarah Louise Young (ur. 15 kwietnia 1971 w Sidcup) – brytyjska aktorka, producentka i reżyserka filmów pornograficznych.

## Życiorys

### Wczesne lata
Urodziła się w Sidcup w hrabstwie Kent. Jej matka była krawcową, a ojciec był inżynierem projektów strukturalnych. Wychowywała się wraz z młodszym bratem w miasteczku Hampshire w Winchesterze w południowej Anglii.

### Kariera
W 1986 została dostrzeżona na ulicy przez fotografa, który zaproponował jej sesję zdjęciową. Zgodziła się pozować do kilku zdjęć próbnych publikowanych na trzeciej stronie dziennika brytyjskiego „The Sun” i otrzymywała kolejne propozycje. Mając 15 lat rozpoczęła karierę jako fotomodelka topless i przyłączyła się do agencji modelek. W wieku siedemnastu lat opuściła rodzinny dom ze swoim chłopakiem i kontynuowała pracę modelki.
Mając osiemnaście lat wystąpiła w pierwszej produkcji porno Fiona Cooper V244 (1988) Phila Sutcliffe'a. Kiedy niemiecki producent i reżyser Sascha Alexander zakończył współpracę ze swoją ex-żoną Teresą Orlowski, założył nową własną wytwórnię SLY i zaczął skutecznie kreować wizerunek Sarah Young na kolejną gwiazdę porno. Po udziale jako Denise w dwuczęściowej niemieckiej produkcji Brudna kobieta (Dirty Woman, 1989), Sarah Young była gwiazdą takich serii jak The Sarah Young Collection (1990-91), Private Moments (1991), Sarah Young's Private Fantasies (1991), The Young One (1992), The Girls of Sarah Young (1992), Sexy Secrets (1992), Private Affairs (1992-94) i Sarah & Friends (1994).
Mario Salieri zaangażował ją do swoich włoskich produkcji takich jak Napoli - Parigi (1991) z Tracey Adams, Discesa all'inferno (1991), Arabika (1992), Tutta una vita (1992), Roma Connection (1995) i Una famiglia per pene (1996) jako autorka. Wystąpił także w wysokobudżetowych kostiumowych porno-parodiach: Hamlet X – erotyczne rozterki (Amleto-Per Amore di Ophelia, 1995) jako szekspirowska Ofelia, Dekameron X (Decameron X, 1995) wg Giovanni Boccaccio, Latający doktorzy (Le Porcone Volanti, 1997), Zamek Lukrecji (Lucretia una stirpe maledetta, 1997) jako Lukrecja Borgia i Nikita - Sexy Killer, Nikita - prima parte (1997) jako Sarah Lester / Nikita. Współpracował też z Private Media Group i Color Climax Corporation. Jej partnerami na ekranie byli m.in.: Tom Byron, Christoph Clark i Peter North.
W 1992 roku otworzyła swój pierwszy sex shop – Sarah Young Erotic Markt, który znajdował się w Hanowerze. W 1997 wycofała się z branży pornograficznej.

### Życie prywatne
13 stycznia 1991 w Las Vegas wyszła za mąż za Saschę Alexandra, ale małżeństwo zakończyło się rozwodem.

## Nagrody
| Rok  | Nagroda                                                                                           | Kategoria                          | Film                                                               |
| ---- | ------------------------------------------------------------------------------------------------- | ---------------------------------- | ------------------------------------------------------------------ |
| 1993 | Ninfa                                                                                             | Najlepsza aktorka                  | –                                                                  |
| 1994 | Ninfa                                                                                             | Najlepsza aktorka                  | –                                                                  |
| 1994 | Turia (nagroda kulturalna hiszpańska, sponsorowana przez urząd administracji lokalnej w Walencji) | Najlepsza europejska aktorka porno | –                                                                  |
| 1995 | Ninfa                                                                                             | Najlepsza aktorka                  | –                                                                  |
| 1995 | Il Festival Internazionale Dell 'Hard (Impulse D’Oro Awards, Bolonia)                             | Całokształt twórczości             | –                                                                  |
| 1996 | European X Awards (Brussels International Festival of Eroticism)                                  | Najlepsza aktorka niemiecka        | Hamlet X – erotyczne rozterki (Amleto - per amore di Ofelia, 1995) |
| 1997 | European X Awards (Brussels International Festival of Eroticism)                                  | Najlepsza aktorka europejska       | –                                                                  |
| 1997 | Venus Award                                                                                       | Najlepsza aktorka europejska       | –                                                                  |